# Кодекси біологічної номенклатури
Кодекси біологічної номенклатури — система наукових назв для позначення груп організмів, які пов'язані тим чи іншим ступенем спорідненості. Існує ботанічна і зоологічна номенклатура. Єдина біологічна номенклатура забезпечує універсальність і стабільність наукових назв рослин і тварин. Вибір назви визначають за правилом пріоритету, згідно з яким дійсною є лише найдавніша з оприлюднених назв, що відповідає вимогам біологічної номенклатури. Ці кодекси розробляють міжнародні комітети з номенклатури, які з метою уніфікації номенклатурних найменувань видають спеціальні кодекси, що мають силу законодавчих документів для наукових публікацій. Міжнародними кодексами номенклатур закріплено статус єдиної професійної мови біологічних дисциплін за латиною. 

## Історія
Перші системи були примітивними : їх описували за абеткою, з погляду корисності чи шкідливості для людини, групували за довільними ознаками.
Відомий шведський натураліст К. Лінней, спираючись на досвід своїх попередників, завершив штучну систематику організмів і побудував систему, яку сформував у працях "Роди рослин" і "Види рослин". Ця система здобула загальне визнання. За основну одиницю класифікації К. Лінней взяв вид. Подібні між собою види К.Лінней об'єднав у роди, подібні роди - в ряди, ряди - у класи. Також натураліст запропонував усі види рослин і тварин називати латинською мовою двома словами. Такий спосіб називають бінарною номенклатурою. Систематика К. Ліннея багато в чому є штучною, проте відіграла позитивну роль у біології. Її досить широко використовують у сучасній ботаніці і зоології. 

## Сучасна класифікація
Тип ( у тварин) \Відділ ( у рослин) - Класи - Ряди ( у тварин)\ Порядки ( у рослин) - Родини - Роди - Види.

## Міжнародний кодекс ботанічної номенклатури (МКБН)
Міжнародний кодекс ботанічної номенклатури - зібрання правил та рекомендацій , що стосуються наукових назв рослин, водоростей, грибів та грипоподібних організмів. Його метою є присвоєння певних назв щодо певних груп організмів, які мають валідність і придатні до використання вченими. У 1952 році у Стокгольмі було прийнято перший Міжнародний кодекс ботанічної номенклатури, який неодноразово вдосконалювали. 

### Принципи номенклатури
1. Принцип незалежності номенклатур - ботанічна номенклатура незалежна від зоологічної.
2. Принцип типіфікації - назви таксономічних груп застосовують за допомогою номенклатурних типів.
3. Принцип пріоритету -  номенклатуру таксономіної групи засновано на пріоритеті в оприлюдненні.
4. Принцип унікальності - визначена таксономічна група може мати лише одну унікальну назву.
5. Принцип універсальності - наукові назви таксономічних груп розглядають як латинські, незалежно від походження.
6. Принцип зворотної сили - правила номенклатури, прийняті в наш час, розповсюджуються на всі постанови, прийняті раніше, якщо їхню дію не обмежено.
7. Принцип незалежності від таксономії - правила номенклатури не залежать від поглядів таксономістів на класифікацію тієї чи іншої групи.

## Міжнародний кодекс зоологічної номенклатури (МКЗН)
Міжнародний кодекс зоологічної номенклатури - система наукових назв таксонів тварин, а також правила утворення цих назв і їхнього вживання. На конгресах в Парижі 1948, в Копенгагені 1953 і в Лондоні 1958 створено МКЗН. Перше видання відбулося в 1961 році. 

### Головні принципи кодексу
1. Принцип невтручання в таксономічні судження.
2. Принцип номенклатурних типів.
3. Принцип пріоритету опублікування.
4. Принцип омонімії.
5. Принцип синомінії.
6. Принцип стабільності номенклатури.
7. Принцип відсутності "закону прецеденту".